# Wilhelm Casper

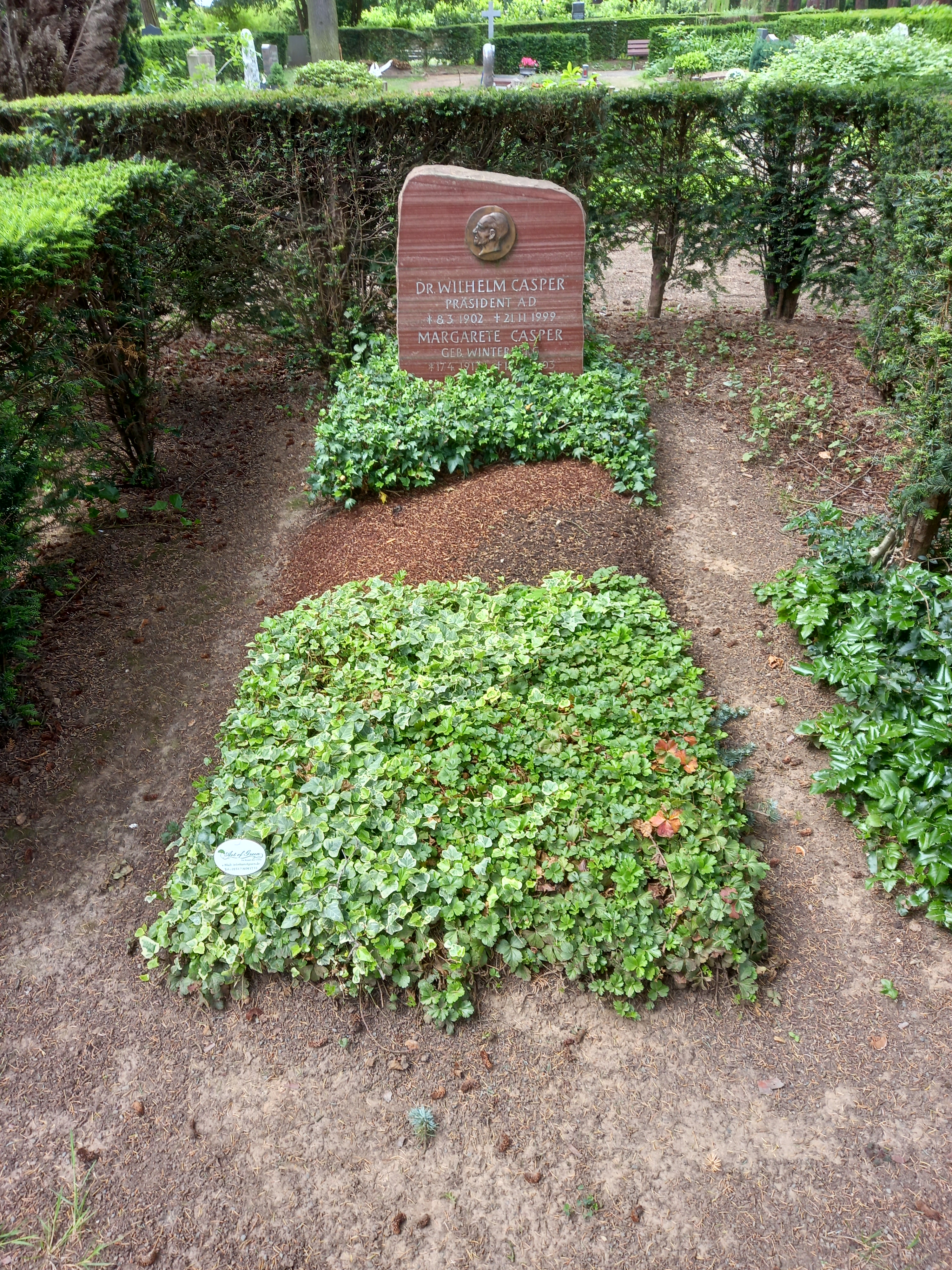
Das Grab von Wilhelm Casper und seiner Ehefrau Margarete geborene Winter auf dem Südfriedhof (Bonn)

Wilhelm Casper (* 8. März 1902 in Lauenburg in Pommern; † 21. November 1999 in Bonn) war ein deutscher Leiter von Militärverwaltungen.

## Leben
Casper ist 1902 in Pommern geboren und wurde Jurist. Er wurde 1925 in Jena zum Dr. jur. promoviert. Während seines Studiums wurde er 1921 Mitglied der Burschenschaft Teutonia Jena und 1921/22 der Burschenschaft Teutonia zu Kiel.
1933 war er Leiter der Gestapo in Königsberg. 1936 bis 1939 war Casper Landrat des Kreises Gerdauen.
Von September 1941 bis November 1943 war er ziviler Leiter der militärischen Verwaltung auf den Kanalinseln, wo „seine Unterschrift auf fast allen der antijüdischen Gesetze steht.“ Von November 1943 bis Kriegsende war er Verbindungsmann des Reichsbevollmächtigten des Deutschen Reiches in Dänemark beim Wehrmachtsbefehlshaber Dänemark und zugleich Verbindungsoffizier des Wehrmachtsbefehlshabers bei der Vertretung der dänischen Zentralverwaltung in Jütland.
1962 wurde Casper Präsident des Bundeswehrverwaltungsamtes in Bonn. Er erhielt 1967 das Große Bundesverdienstkreuz.
Seinen Lebensabend verbrachte Casper in Las Palmas de Gran Canaria und Bonn.

## Schriften
- Wir Menschen sind eine Familie. Erinnerungen und Gedanken. Husum 1994
- Britische Stimmen über die deutsche Besatzungszeit auf den britischen Kanalinseln. v Decker, Hamburg/Berlin 1963